# Die Wahrheit über den Holocaust
Die Wahrheit über den Holocaust ist eine achtteilige, international koproduzierte Dokumentarserie über den Holocaust, die anlässlich des 70. Jahrestages der Befreiung des Konzentrationslagers Auschwitz produziert wurde. Deutscher Produzent der Serie war Gunnar Dedio von der Produktionsfirma LOOKSfilm.
Die Serie basiert auf Interviews mit namhaften Historikern und Schriftstellern wie Ian Kershaw, Georg Stefan Troller, Saul Friedländer, Amos Oz und Serge Klarsfeld.
Die Folgen 1–4 der Serie wurden am 19. Dezember 2014 auf ZDFinfo erstausgestrahlt, die Folgen 5–8 am 16. Januar 2015. Mit Die Wahrheit über den Holocaust trat ZDFinfo zum ersten Mal im internationalen Rahmen als Koproduzent auf.